# Mariánivka (Odesa)
Mariánivka (en ucraniano: Мар'янівка) es un pueblo ucraniano perteneciente al óblast de Odesa. Situado en el suroeste del país, es parte del raión de Odesa y del municipio (hromada) de Dalnik.

## Toponimia
El nombre del asentamiento en otros idiomas de importancia en el pueblo es Mariánovka (en ruso: Марьяновка). El lugar se conocía como Mariental hasta 1945 (en alemán: Mariental; en ucraniano: Мангейм). 

## Geografía
Mariánivka está situada a orillas del río Baraboi, 21 km al norte de Dalnik y unos 30 km al oeste de Odesa.  

## Historia
Según el ucase del zar del 17 de octubre de 1803, el duque Richelieu recibió el encargo de comprar tierras en la zona de Odesa para establecer allí colonias para alemanes. Luego, Richelieu compró a los terratenientes un total de 34.212 desiatines de tierra, en las que se fundó la zona de colonos de Großliebental. El asentamiento de la colonia alemana de Marienthal en la zona colonial comenzó en 1805. Los primeros pobladores fueron 65 familias que habían inmigrado desde Alsacia, Baden, Wurtemberg, Lorena y Suiza. Inicialmente, el asentamiento recibió el nombre de la aldea alsaciana de Marienthal, pero más tarde se llamó Georgivka (en ucraniano: Георгіївка) en honor al príncipe Jorge Románov entre 1896 y 1917.
Mientras que existió, Mariental formó parte del raión alemán de Spartakovsk.
Durante la Segunda Guerra Mundial, el pueblo fue tomado por las fuerzas del Eje. A medida que se acercaba el Ejército Rojo y recuperaba territorios, el mando alemán obligó por la fuerza a los colonos alemanes a abandonar sus hogares en marzo de 1944 y retirarse con la Wehrmacht. La población fue reasentada en Warthegau.
Las casas vacías del pueblo fueron colonizadas por deportados del oeste de Ucrania y el pueblo pasó a llamarse Mariánivka.
Mariánivka perteneció al raión de Ovídiopol hasta que desapareció julio de 2020 como parte de la reforma administrativa de Ucrania, que redujo el número de raiones del óblast de Odesa a siete. El área del raión de Ovídiopol se dividió entre los raiones de Odesa y Bíljorod-Dnistrovski, y Mariánivka se transfirió al primero.

## Demografía
La evolución de la población de Mariánivka entre 1989 y 2001 fue la siguiente:
| 357                                                           | 625 | 931 | 1013 | 1146 | 1085 | 969 |
| (Fuente: Cities & Towns of Ukraine y UKRAINE: Größere Städte) |     |     |      |      |      |     |

Según el censo de 2001, la lengua materna de la mayoría de los habitantes, el 79,88%, es el ucraniano; del 15,17%, el ruso; y el rumano del 4,23%.

## Infraestructura

### Arquitectura, monumentos y lugares de interés
El edificio de la iglesia católica de Nuestra Señora del Santo Rosario, construido en 1890, sobrevivió a la Segunda Guerra Mundial y todavía se utiliza como iglesia, aunque para una denominación diferente.

### Transporte
La carretera territorial T–16–20 atraviesa el pueblo.